# Weiner vonósnégyes
A Weiner vonósnégyes 1957-ben formálódott. Tagjai a következő évben kaptak engedélyt mesterüktől nevének viselésére.
Az együttes összetétele
- I. hegedű: Szász József (1929–84)
- II. hegedű: Krasznai István

1961-től ’68-ig Várkonyi István (1931)

1968-tól Sümeghy Zoltán (1930)
- brácsa: Székács János (1934)
- gordonka: Szász Árpád (1928)

A klasszikus repertoár mellett számtalan kortárs magyar szerző művét [pl. Lendvay Kamilló nekik ajánlott vonósnégyesét 1963-ban] is bemutatták.
Az együttes 1970 körül beszüntette működését.

## Díjak és kitüntetések
- 1958 – Liège-i nemzetközi vonósnégyesverseny II. díj [elsőt nem adtak ki]
- 1959 – Budapesti Haydn vonósnégyesverseny III. díj
- 1960 – Müncheni vonósnégyesverseny I. díj
- 1961 – Liszt Ferenc-díj II. fokozat
- 1961 – Müncheni vonóstrióverseny I. díj
- 1963 – Budapesti Weiner Leó vonósnégyesverseny III. díj
- Szerzői Jogvédő Hivatal jutalma a kortárs magyar bemutatókért